# Vegas Grand Prix 2007
Vegas Grand Prix 2007 var säsongspremiären i Champ Car 2007. Racet kördes den 8 april på en temporär stadsbana i Las Vegas. Will Power vann efter ett kaotiskt lopp, som bland annat såg den trefaldige mästaren Sébastien Bourdais krascha bort sig. Robert Doornbos blev tvåa i sin debut i serien, medan Paul Tracy slutade på tredje plats. En chikan på banan blev kritiserad, eftersom bilar lättade från marken när de körde över dem.

## Slutresultat
| Plats | Förare             | Team                      | Grid | Kvaltid  |
| ----- | ------------------ | ------------------------- | ---- | -------- |
| 1     | Will Power         | Team Australia            | 1    | 1.17,629 |
| 2     | Robert Doornbos    | Minardi Team USA          | 3    | 1.18,515 |
| 3     | Paul Tracy         | Forsythe Racing           | 2    | 1.19,625 |
| 4     | Alex Tagliani      | RSPORTS                   | 4    | 1.18,850 |
| 5     | Tristan Gommendy   | PKV Racing                | 11   | 1.19,784 |
| 6     | Katherine Legge    | Dale Coyne Racing         | 13   | 1.20,104 |
| 7     | Bruno Junqueira    | Dale Coyne Racing         | 6    | 1.19,102 |
| 8     | Alex Figge         | Pacific Coast Motorsports | 17   | 1.20,313 |
| 9     | Mario Domínguez    | Forsythe Racing           | 7    | 1.19,156 |
| 10    | Neel Jani          | PKV Racing                | 9    | 1.19,360 |
| 11    | Ryan Dalziel       | Pacific Coast Motorsports | 15   | 1.20,128 |
| 12    | Simon Pagenaud     | Team Australia            | 5    | 1.18,961 |
| 13    | Sébastien Bourdais | Newman/Haas Racing        | 16   | 1.20,197 |
| 14    | Justin Wilson      | RSPORTS                   | 8    | 1.19,269 |
| 15    | Dan Clarke         | Minardi Team USA          | 12   | 1.19,814 |
| 16    | Matthew Halliday   | Conquest Racing           | 14   | 1.20,122 |
| 17    | Graham Rahal       | Newman/Haas Racing        | 10   | 1.19,710 |